# Вездеход (танк)
«Вездехо́д» — вездеходная машина, разработанная конструктором Александром Александровичем Пороховщиковым в России в 1914—1915 годах. В связанных с этой машиной разработках А. Пороховщиков рассматривал также возможность установки на неё бронирования и вооружения.
Проект был свернут в 1915 году из-за того, что считалось, что подобная машина не сможет найти применения в русской армии. После появления британских танков в 1916 году, к проекту вернулись, но из-за того, что машина сильно уступала британским и французским танкам, от него снова отказались.

## История создания
А. А. Пороховщиков писал:

«На поле шло учение новобранцев. Глядя на солдат, перебегавших цепью, я подумал: невеселая штука — бежать в атаку под пулеметами врага. А что, если послать на штурм окопов не людей, беззащитных против свинцового ливня, а машину, одетую в броню, вооруженную пулеметами… Конструктивное решение я увидел в постановке бесконечных лент или гусеничных ходов тракторного типа…»
В самом начале Первой мировой войны, в августе 1914 года, мастер Русско-Балтийского машиностроительного завода в Риге Александр Пороховщиков обратился в ставку Верховного главнокомандования русской армии с предложением оригинального проекта быстроходной боевой гусеничной машины для движения по бездорожью. Тогда же он обратился в Особый комитет по усилению флота, обещая создать вездеходную бронемашину на гусеничном ходу. Никаких существенных документов Пороховщиков тогда не предоставил и лишь 9 января 1915 года на приёме у начальника снабжения Северо-Западного фронта генерала Данилова у изобретателя уже имелись готовые чертежи и смета постройки боевой машины, называемой «Вездеход».
Проект одобрили и разрешение на постройку «Вездехода» было получено 13 января 1915 года, было выделено 9660 рублей 72 копейки, а проектные данные были оговорены в особом докладе № 8101. Наблюдение за постройкой машины вёл начальник Рижского отдела по квартирному довольствию войск военный инженер-полковник Поклевский-Козелло. 1 февраля в Рижских авторемонтных мастерских завода «Руссо-Балт», что были при казармах Нижегородского пехотного полка, 25 солдат-мастеровых и столько же наемных квалифицированных рабочих приступили к изготовлению опытного образца танка.
18 мая 1915 года Пороховщиков испытал свою машину в пробеге по хорошей дороге на гусенице, переход на колеса при этом не производился. При испытании её скорость достигала 25 км/ч (такой скоростью не обладали ни английские, ни французские первые танки). После небольших доработок решили провести официальную демонстрацию «Вездехода», которая состоялась 20 июля 1915 года. Вопреки расчетам Пороховщикова возможности его машины были очень далеки от боевых. Хуже того, механизм поворота на ходу оказался крайне ненадежным и при испытаниях водителю зачастую приходилось пользоваться шестом. Конструкция ходовой части была признана несовершенной, так как гусеница нередко соскакивала с барабанов. Уже в процессе испытаний Пороховщиков попытался устранить этот недостаток, сделав по три кольцевых направляющих желоба, а на внутренней поверхности гусеницы — соответственно три центрирующих выступа.
Позже Пороховщиков усовершенствовал свою машину, сделав её колёсно-гусеничной: по дорогам машина двигалась на колесах и заднем барабане гусеницы, когда на её пути встречалось препятствие — «вездеход» ложился на гусеницу и «переползал» через него. Это опережало танкостроение того времени на несколько лет. Пороховщиков так же сделал корпус танка водонепроницаемым, вследствие чего он мог легко преодолевать водные преграды.
Тогда же (весной 1915 года) Пороховщиков предложил броню собственной разработки: «Броня представляет собою комбинацию из упругих и жестких слоев металла и особых вязких и упругих прокладок». Котельное железо отжигалось «по способу, составляющему секрет изобретателя», а в качестве прокладки «после громадного числа опытов» он выбрал сушеную и прессованную морскую траву. Особо подчеркивал автор дешевизну «железной брони», возможность гнуть и варить её.
В 1916 году провели в Петрограде испытания — 29 декабря 1916 года достиг скорости 40 верст/час (42 км/ч), что было исключительно высоким показателем.
Самым интересным в разработке Пороховщикова были форма корпуса и многослойная конструкция брони. Тем не менее зимой 1916 года военные прекратили финансирование работ. Танки разнесенным многослойным бронированием появились лишь в начале 1970-х годов. Также существует версия того, что чертежи Пороховщикова были использованы британскими инженерами для своих разработок.
Опытная машина, с перерывами, продолжала испытываться до декабря 1915 года, после чего генерал-лейтенанту Коваленко было послано соответствующее донесение. В частности указывалось, что «построенный экземпляр „Вездехода“ не выказал всех тех качеств, которые обусловлены докладом № 8101, например, не мог ходить по рыхлому снегу глубиной около 1 фута (30 см), а испытания хода по воде сделано не было…»
Между тем, машина Пороховщикова не считалась боевой, в виду отсутствия на ней бронирования и вооружения, и в документах она фигурировала как «самоход» — то есть автомобиль. По признанию самого конструктора, первый образец созданного им «русского танка» действительно обладал рядом недостатков, но все они являлись причинами отхода от проекта. По его мнению, можно было добиться намного лучших результатов, если бы «Вездеход» имел большее расстояние между барабанами, более мощный двигатель и рифленую гусеничную ленту.
От дальнейших работ по «Вездеходу» решили отказаться, тем более, что за это время было истрачено 18 090 рублей. Военное ведомство обязало Пороховщикова вернуть в казну деньги, выделенные на постройку машины, а сам «Вездеход» отправить в Главное военно-техническое управление Русской Императорской Армии, преемник ГИУ (Главное инженерное управление) . Однако Пороховщиков не спешил выполнить эти требования. Он даже задержал на некоторое время у себя 15 мастеровых и выделенный ему на время разработки филиалом фирмы «Форд». На неоднократные напоминания из ГВТУ он отвечал 13 июня, что «себестоимость „Вездехода“ выразилась в сумме около 18 000 рублей, причем весь перерасход… покрыт… из личных средств». Впрочем, представленные им документы свидетельствовали, что расходы составили 10 118 рублей 85 копеек, причем сюда Пороховщиков включил деньги на покупку двух пистолетов, семи папах и т. п. вплоть до «чаевых курьерам в Петрограде». Скорее всего, он просто остыл к своему изобретению, хотя в заявлении от 7 сентября туманно намекал, что ведет постройку нового образца «на средства одного частного общества».
В сентябре 1916 года в печати появились первые сообщения о применении англичанами нового оружия — «сухопутного флота». Эти сообщения были первыми напечатаны в газете «Новое время» от 25 сентября (по старому стилю) 1916 года. В Генеральном штабе заволновались, что российская армия до сих пор кроме бронеавтомобилей на шасси коммерческих машин ничего более ценного не получила, что выразилось в искренней заинтересованности получить на вооружение полноценный танк. В январе 1917 года начались переговоры с англичанами и французами о закупках гусеничных боевых машин, но сотрудничать согласились только последние.
Новый проект Пороховщикова пришелся ко времени: в связи с сообщениями газеты «Новое время» там же появилась статья от 29 сентября (старый стиль) 1916 года «Сухопутный флот — русское изобретение», которая вскрыла перед широкой общественностью неприглядную роль главного военно-технического управления в задержке работ по созданию нового оружия — боевых вездеходных машин. Чуть позже, 18 октября он пишет Начальнику ГВТУ: «24 декабря 1914 г. мною был представлен Главному начальнику снабжений Северо-западного фронта проект изобретенного мною „Вездехода“ — точного прототипа нынешних „лоханей“ (так переводили в русской печати слово „tank“) английского сухопутного флота», а когда в январе 1917 года начались переговоры с англичанами и французами о закупках гусеничных боевых машин (сотрудничать согласились только последние), он 17 января 1917 года представил в ГВТУ проект и модель «Вездеход № 2» или «Вездеход 16 г».
Это уже действительно было нечто подобное танку с экипажем в четыре человека и «броневой рубкой». Последняя состояла из трех независимо вращающихся поясов с пулеметом «Максим» в каждом. Еще один «Максим» крепился в лобовом листе корпуса. Идея движителя осталась прежней, добавились только колеса на концах заднего барабана. Согласно представленной им 17 января 1917 года документации и масштабной модели это был действительно танк с колесно-гусеничным ходом.
В отличие от предшественника, «Вездеход № 2» был оснащен более совершенной ходовой частью. На ось заднего (ведущего) барабана были жестко посажены автомобильные колеса, имеющие больший, чем у барабана, диаметр. Еще два колеса (передние колеса), с помощью которых как у автомобиля выполняются повороты, посадили на ось второго барабана. При движении по дороге с твердым покровом «Вездеход-2» опирался на грунт только колесами и двигался, как автомобиль; гусеница перематывалась вхолостую. На рыхлой почве колеса погружались в грунт, гусеница садилась на грунт и начиналось движение на гусеничном ходу. Поворот и в этом случае осуществлялся с помощью тех же колес, что и при движении на колесном ходу. Также Пороховщиков ввел новое своё изобретение — «броневую рубку» из трех независимо вращающихся поясов, в каждом крепился пулемет «Максим». Еще один «Максим» ставился в лобовом листе корпуса рядом с водителем. Броневая защита не превышала 8 мм.
Ввиду «наличия огромного количества насущных дел» Броневое отделение Авточасти Главного военно-техническое управления Русской Императорской Армии, преемник ГИУ (Главное инженерное управление) рассмотрело этот проект только 20 сентября. Доклад делал инженер-техник отделения Л. Е. Земмеринг, указавший на целый ряд недостатков. В качестве примера можно привести мнение Броневого отделения:

относительно «броневой рубки»:
а) слишком мала высота отдельных поясов…
б) работа трех пулеметчиков одновременно по одному борту невозможна ввиду недостаточного радиуса рубки,
в) работа трех пулеметчиков в противоположных направлениях невозможна по той же причине,
г) невозможно устройство термосифонного охлаждения пулеметов,
д) не указаны расположение и конструкция сидений пулеметчиков,
е) недопустимо катание башни по зубчатым рейкам на роликах".
Относительно движителя: "Ввиду того, что при движении по обычной дороге «Вездеход» перед обычным автомобилем не имеет никаких преимуществ, а наоборот, имеет только недостатки, как-то: отсутствие дифференциала, наличие одной ленты вместо двух и прочее, а при движении по рыхлой почве автомобиль вовсе не пойдет, ввиду наличия массы различных препятствий, вытекающих из несовершенства конструкции, неминуемого проскальзывания ленты по барабану и невозможности поворотов, Комиссия находит, что проект «Вездехода» конструктора Пороховщикова в его настоящем виде не заслуживает никакого внимания.

Таким образом, проект «Вездеход № 2» одобрения не получил, а все дальнейшие работы по русским танкам были развёрнуты после революции.

## Конструкция

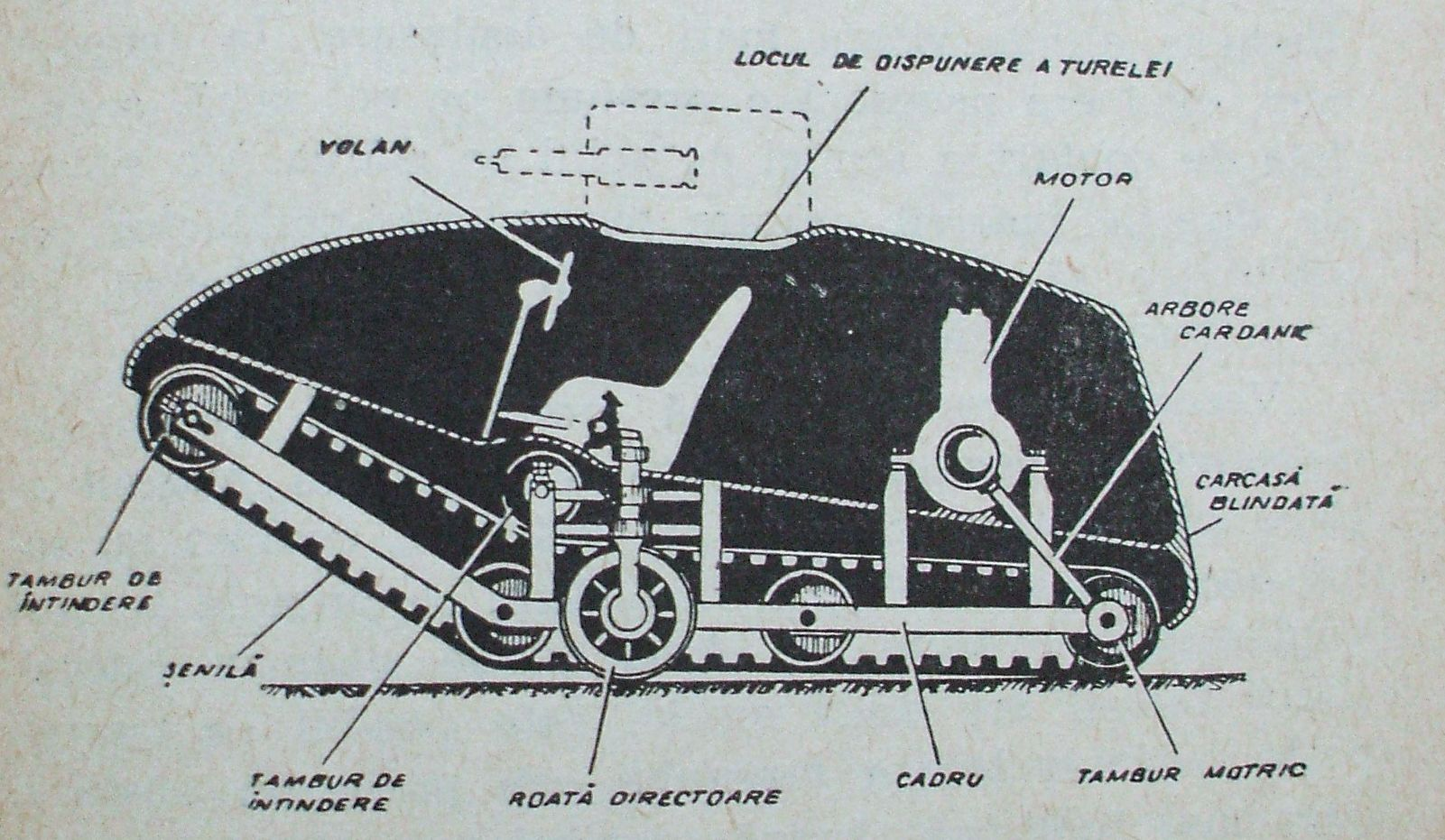
Схема конструкции «Вездехода»

Конструкция «Вездехода» была необычна: сварной каркас опирался на одну широкую гусеницу из прорезиненной ткани, натянутую на четырех барабанах, причем передний барабан был заметно приподнят над опорной поверхностью. Пятый барабан прижимал гусеницу сверху. Задний барабан был ведущим, вращение на него передавалось через коробку передач и карданный вал от карбюраторного двигателя мощностью 10 л. с. Удельное давление на грунт должно было составлять всего около 0,05 кг/см². По бокам от гусеницы помещались две колонки с небольшими колесами, которыми водитель управлял с помощью штурвала — таким образом осуществлялся разворот всего корпуса.
Несущей конструкцией танка была сварная рама с четырьмя полыми вращающимися барабанами, вокруг которых перематывалась одна широкая гусеничная лента. Натяжение ленты регулировалось с помощью натяжного приспособления и натяжного барабана. Управление машиной осуществлялось с помощью размещенных у бортов двух поворотных рулевых колес. В танке Пороховщикова для поворота впервые были применены бортовые фрикционы — механизмы, которые в дальнейшем стали устанавливать на большинстве танков; на некоторых машинах они сохранились и до сих пор.
В конструкции этого танка уже были предусмотрены все основные элементы современных боевых машин — броневой корпус, вооружение во вращающейся башне, двигатель внутреннего сгорания, гусеничный движитель. Машина снабжалась обтекаемым корпусом с нишей воздухозаборника впереди. По хорошей дороге «Вездеход» должен был двигаться на заднем (ведущем) барабане и колесах, а на рыхлом грунте ложиться на гусеничную ленту. Такая схема, при относительной простоте, обладала одним глобальным недостатком — фактически «Вездеход» мог двигаться только по прямой, поскольку поворот направляющих колес влево-вправо мог привести к их полной поломке.
Бронирование «Вездехода» было многослойным: оно состояло из лицевого цементированного 2-мм стального листа, амортизирующей прокладки из волос и водорослей, и еще одного стального листа с суммарной толщиной 8 мм.
Длина машины составляла 3,6 м, ширина — 2 м, высота (без башни) — 1,5 м, окончательный вес предполагался равным 3,5—4,0 т, экипаж — 1 человек, пулемётное вооружение, противопульное бронирование. Двигатель мощностью 15 кВт, планетарная трансмиссия, комбинированный колесно-гусеничный движитель (одна гусеница и два управляемых колеса) обеспечивали максимальную скорость 25 км/ч.
Танк Пороховщикова «Вездеход» покинул стены мастерских 18 мая 1915 года, успешно прошел испытания в июне 1915 года.